# Cold Hearts
Cold Hearts é um filme estadunidense de 1999, do gênero terror, dirigido por Robert A Masciantonio e com Robert Floyd, Marisa Ryan e Amy Jo Johnson no elenco. O filme foi baseado na mitologia vampiresca da produção The Lost Boys de Joel Schumacher, e contou com efeitos especiais de maquiagem de Tom Savini.

## Sinopse
Sem o conhecimento dos cidadãos comuns da pacata cidade de New Jersey alguns dos jovens locais abrigam um segredo terrível ligado a diversas mortes na comunidade. Após à morte da mãe, Viktoria, que sempre foi apaixonada pela lenda das criaturas da noite, sucumbiu à sedução do vampiro Charles e agora teme ser incapaz de amar. Revelando-se como um senhor vampiro do mal, Charles e seus companheiros passam a aterrorizar todos em seu caminho, incluindo sua rival Viktoria e sua amiga Alicia. Viktoria procura a ajuda de um misterioso rapaz, Seth, cujo próprio terrível segredo será revelado numa noite de lua cheia.

## Elenco
- Robert Floyd .... Seth
- Marisa Ryan .... Viktoria
- Amy Jo Johnson .... Alicia
- Christian Campbell .... John Luke
- Dale Godboldo .... Connor
- Fred Norris .... Tio Joe
- Christopher Wiehl .... Charles
- Jon Huertas .... Darius